# Все завжди і водночас
«Все завжди і водночас», також відомий як «Все скрізь і одразу», (англ. Everything Everywhere All at Once) — американський науково-фантастичний фільм режисерів Денієла Шайнерта і Дена Квана. У головній ролі — Мішель Єо. Картина відкрила фестиваль South by Southwest 11 березня 2022.
У жінки Евелін Ван купа життєвих проблем, причину яких вона не розуміє. Одного разу вона дізнається, що існує безліч паралельних світів, де її життя склалося успішніше, але всім їм загрожує таємниче зло. Двійник її чоловіка з іншого світу запевняє Евелін, що саме їй під силу захистити весь мультивсесвіт.

## Сюжет
Евелін Ван — американка китайського походження, яка разом зі своїм чоловіком Веймондом керує пральнею. Справи йдуть погано, подружжя постійно свариться, а дочка Джой зізнається, що вона з подругою Беккі лесбійки. Евелін не знає як розповісти про це батькові, Гон Гону, який нещодавно приїхав з Китаю, очікуючи на весілля онуки з її колишнім хлопцем. До того ж Евелін неправильно подала документи на сплату податків, за що їй загрожує закриття бізнесу, а чоловік планує розлучитися.
Родина відвідує податкову службу, щоб випросити відтермінування подачі документів. Несподівано Евелін чує голос іншого Веймонда, котрий пояснює, що він — Веймонд з паралельного Альфа-світу, і всьому мультивсесвіту загрожує могутнє зло. В його світі відкрили спосіб переміщувати свідомість у тіла своїх двійників з інших реальностей. Цей Веймонд, який називає себе Альфа-Веймондом, просить Евелін допомогти, після чого його схоплюють невідомі люди. Чиновниця Дейрдра Бобейрдр погоджується почекати правильно заповнених документів до вечора. Та в неї вселяється якась сутність з іншого світу, що лякає Евелін і стає приводом для бійки. Альфа-Веймонд знову захоплює тіло Веймонда, відбивається від охорони та пояснює, що кожен вибір породжує два всесвіти: в одному якась подія стається, в іншому — ні. Отож, все, що може статися, існує десь у мультивсесвіті. Можна знайти свого двійника з потрібними якостями та запозичити їх, щоб боротися з Джобу Тупакі — Альфа-Джой, яка сіє хаос по інших світах.
Дейрдра переслідує подружжя. Тоді Альфа-Веймонд радить зробити щось зовсім незвичайне, аби він міг відслідкувати розташування Евелін у мультивсесвіті та поєднати її з двійником, який вміє битися. Для цього Евелін кілька разів безуспішно каже Дейрдрі «я тебе люблю», поки їй не вдається отримати знання ґунгфу. Коли Дейрдру переможено, Альфа-Веймонд розповідає, що в його світі Евелін була видатною вченою, котра відкрила спосіб стрибати між світами. Але Джой, захопившись міжсвітовими подорожами, зробила висновок, що коли світів безліч, то ніщо не важливе. Вона стала Джобу Тупакі — сутністю, котра існує одночасно в багатьох тілах у різних світах і змінює їх божевільним чином. Багато версій Евелін уже загинули, намагаючись спинити Джобу Тупакі, і вся надія тепер покладена на саме цю Евелін-невдаху. Альфа-Веймонд також застерігає не стрибати між світами багато, бо це розщеплює особистість.
Евелін стрибає в інші світи, де вона не одружувалася з Веймондом і стала відомою актрисою, або стала майстринею ґунгфу. Веймонд своєю чергою став там самотнім бізнесменом. Альфа-Веймонд вірить, що Евелін, як найбільша невдаха з усіх Евелін мультивсесвіту, має невикористаний потенціал — кожна її невдача лише показує як близько Евелін була до успіху. Альфа-Гон Гон доручає Евелін убити Джой поточного світу, щоб Джобу Тупакі не могла в неї вселитися. Та Евелін відмовляється це робити, натомість вона вирішує розщепити свою особистість аби стати рівною Джобу Тупакі.
Стрибаючи між світами, Евелін бореться зі слугами Джобу Тупакі та солдатами Альфа-Гон Гона, що намагаються її спинити. Евелін подорожує в усе дивніші світи як-от світ, де у людей пальці-сосиски, де вона має бурхливі стосунки з Дейдрою, чи де вона працює разом із шеф-кухарем з єнотом, подібно як у мультфільмі «Рататуй». Джобу Тупакі наздоганяє Евелін і показує їй свою мету — знищити все, бо ніщо насправді не має значення. Але вона не може знищити саму себе, тому хоче, щоб це зробила Евелін. У Альфа-всесвіті Джобу Тупакі наздоганяє Альфа-Веймонда і вбиває його. Тоді Евелін запозичує численні якості своїх двійників, перемагає агентів Альфа-Гон Гона й тікає далі в інші світи.
Вона опиняється в реальностях, де бачить як кожен успіх обертається втратою, та розчаровується в боротьбі. Евелін ледве не погоджується з Джобу Тупакі, проте чує заклик свого Веймонда не руйнувати те, що вже має. Використовуючи свої знання про мультивсесвіт, Евелін усвідомлює, що це її байдужість до близьких руйнує родину. Тому Евелін виправляє проблеми всіх агентів Альфа-Гон Гона, і ті перестають на неї нападати. Зрештою Евелін досягає крізь серію світів Джобу Тупакі в різних її версіях, та каже, що воліла б бути з нею, якою б вона не виявилася. Тим часом у паралельних всесвітах Евелін примирюється з Веймондом і Джой, і Веймонд переконує Дейрдру дозволити переробити документи. Джобу Тупакі спочатку відкидає Евелін, але потім повертається до неї, і вони обіймаються.
В епілозі Евелін і Веймонд вирішують не розлучатися та приймають Беккі до родини. Вони вчасно повертаються в податкову службу, отримавши другий шанс подати документи. Під час розмови з Дейрдрою, котра зауважує, що її «слухають і розуміють», увагу Евелін на мить привертають її альтернативні версії в мультивсесвіті, перш ніж вона знову опиняється у рідній реальності.

## У ролях
- Мішель Єо — Евелін
- Джеймі Лі Кертіс — Дейрдра Бобейрдр
- Стефані Сюй — Джой Вонг, Джобу Тупакі
- Джонатан Ке Кван — Веймонд
- Джеймс Хонг — Гон Гон
- Таллі Медель — Беккі
- Одрі Василевські — офіцер з Альфа-світу

## Виробництво
У серпні 2018 року було оголошено, що Мішель Єо та Аквафіна зіграють у «міжпросторовому екшн-фільмі» Дена Квана та Денієла Шейнерта. Тоді ж були озвучені продюсери проєкту — Ентоні та Джо Руссо.
Фільм отримав податковий кредит у березні 2019 року для зйомок у Каліфорнії. У вересні Кван і Шайнерт заявили, що все ще чекають дозволу на зйомки.
У січні 2020 року Аквафіна покинула акторський склад проєкту через конфлікт у розкладі, тоді як Стефані Сюй, Джеймс Хун, Джонатан Ке Кван та Джеймі Лі Кертіс приєдналися до касту.
Зйомки фільму розпочалися у січні 2020 року. Права на дистрибуцію картини належать компанії A24.
Оригінальний трейлер фільму вперше був опублікований в мережі компанією A24.

## Оцінки й відгуки
Фільм зібрав 94 % позитивних рецензій критиків на Rotten Tomatoes. На Metacritic середня оцінка складає 81/100.
Згідно з рецензією Майкла О'Саллівана в The Washington Post, «З одного боку, „Все…“ — це захоплива прогулянка на американських гірках науково-фантастичної нісенітниці. З іншого боку, це сімейна драма між поколіннями матері й дочки, яка маскується під філософську дисертацію про природу буття — з бойовими мистецтвами […] Забудьте „Доктора Стренджа у мультивсесвіті божевілля“. Цей фільм надає нове значення словам „дивний“ і „божевілля“».
Як писав Браян Лоурі для CNN, трейлери готували до постійної дії, але глядачі повинні змиритися з неквапним темпом на початку. Та коли сюжет розганяється, його справжній тріумф полягає в монтажі та акторській грі, що повинна перемикатися від нормальності до абсурду.
На думку Таші Робінсон із Polygon, вражаюча хореографія та відверте безглуздя відчуваються настільки ж революційно, як колись бої Джекі Чана або Ву-Пін Юена. «Захоплива деконструктивна філософія всесвіту у фільмі виглядає так само амбітно й радикально, як і гностичне ставлення до реальності у „Матриці“». Але «Все завжди і водночас» має відчуття гри та гумору, відсутнє в «Матриці», що робить його філософію простішою для сприйняття. «Як і всі проєкти Квана та Шайнерта, „Все завжди і водночас“ відрізняється як своїми великими амбіціями, так і своєю підривною безцеремонністю. Ніхто більше не зніме таких фільмів. Можливо, ніхто інший навіть не хотів би».
Пітер Дебрюдж у Variety писав, що режисери «зняли фільм, який відображає їхнє нестандартне почуття гумору […] Але, можливо, їм варто було трохи пригальмувати, щоб спитати, чи зможемо ми слідувати за ними. Зрештою, „Все скрізь“ — це занадто добра річ, нова ідея, доведена до точки виснаження». «Очевидно, їхня мета полягає в тому, щоб створити неперевершений досвід сенсорного перевантаження, оскільки цей насичений багатомовний фільм пригнічує нас на більшу частину двох годин».
Пітер Бредшоу в The Guardian критично підсумовував: «Але ця божевільна послідовність подій без наслідків, низка активностей, які скасовуються перемиканням в інший паралельний світ, означає, що насправді ніщо не поставлено на карту, і фільм стає безформним викидом „Нічого, Ніде протягом тривалого періоду часу“».
У зв'язку з номінацією фільму на «Оскар» деякі видання відгукнулися, що «Все, скрізь і одразу» винахідливий, але переоцінений, оскільки скочується в мішанину дій та образів. Згідно з What Culture, «Абсурдистські бойові сцени та дивні мультиверсальні махінації спочатку надихають, але є таке поняття, як „Забагато хорошого“. Згодом усе безглуздя доходить до повного перевантаження і фільм стає гранично одноманітним».

## Нагороди та номінації
| Нагорода                       | Категорія                                  | Номінант                                                                                             | Результат |
| ------------------------------ | ------------------------------------------ | --- | --------- |
| Оскар                          | Найкращий фільм                            | Ден Кван і Денієл Шайнерт, Джонатан Вонг                                                             | Перемога  |
| Оскар                          | Найкраща режисерська робота                | Ден Кван і Денієл Шайнерт                                                                            | Перемога  |
| Оскар                          | Найкраща жіноча роль                       | Мішель Єо                                                                                            | Перемога  |
| Оскар                          | Найкраща чоловіча роль другого плану       | Джонатан Ке Кван                                                                                     | Перемога  |
| Оскар                          | Найкраща жіноча роль другого плану         | Джеймі Лі Кертіс                                                                                     | Перемога  |
| Оскар                          | Найкраща жіноча роль другого плану         | Стефані Сюй                                                                                          | Номінація |
| Оскар                          | Найкращий оригінальний сценарій            | Ден Кван і Денієл Шайнерт                                                                            | Перемога  |
| Оскар                          | Найкраща музика до фільму                  | Сон Люкс                                                                                             | Номінація |
| Оскар                          | Найкраща пісня до фільму                   | «This Is A Life» — музика Райана Лотта, Девід Бірн та Mitski; слова Райана Лотта та Девіда Бірна     | Номінація |
| Оскар                          | Найкращий монтаж                           | Пол Роджерс                                                                                          | Перемога  |
| Оскар                          | Найкращий дизайн костюмів                  | Ширлі Курата                                                                                         | Номінація |
| Золотий глобус                 | Найкращий фільм — комедія або мюзикл       | Денієл Кван і Денієл Шейнерт, Джонатан Вонг, Брати Руссо, Майк Ларокка                               | Номінація |
| Золотий глобус                 | Найкраща режисерська робота                | Денієл Кван і Денієл Шейнерт                                                                         | Номінація |
| Золотий глобус                 | Найкраща жіноча роль — комедія або мюзикл  | Мішель Єо                                                                                            | Перемога  |
| Золотий глобус                 | Найкраща чоловіча роль другого плану       | Джонатан Ке Кван                                                                                     | Перемога  |
| Золотий глобус                 | Найкраща жіноча роль другого плану         | Джеймі Лі Кертіс                                                                                     | Номінація |
| Золотий глобус                 | Найкращий сценарій                         | Денієл Кван і Денієл Шейнерт                                                                         | Номінація |
| БАФТА                          | Найкращий фільм                            | Ден Кван і Денієл Шайнерт, Джонатан Вонг                                                             | Номінація |
| БАФТА                          | Найкращий режисер                          | Ден Кван і Денієл Шайнерт                                                                            | Номінація |
| БАФТА                          | Найкраща жіноча роль                       | Мішель Єо                                                                                            | Номінація |
| БАФТА                          | Найкраща чоловіча роль другого плану       | Джонатан Ке Кван                                                                                     | Номінація |
| БАФТА                          | Найкраща жіноча роль другого плану         | Джеймі Лі Кертіс                                                                                     | Номінація |
| БАФТА                          | Найкращий оригінальний сценарій            | Ден Кван і Денієл Шайнерт                                                                            | Номінація |
| БАФТА                          | Найкраща музика до фільму                  | Сон Люкс                                                                                             | Номінація |
| БАФТА                          | Найкращий кастинг                          | Сара Хеллі Фінн                                                                                      | Номінація |
| БАФТА                          | Найкращий монтаж                           | Пол Роджерс                                                                                          | Перемога  |
| БАФТА                          | Найкращі візуальні ефекти                  | Бенджамін Брюер, Ітан Фельдбау, Джонатан Комбринк та Зак Штольц                                      | Номінація |
| Премія Гільдії кіноакторів США | Найкраща жіноча роль                       | Мішель Єо                                                                                            | Перемога  |
| Премія Гільдії кіноакторів США | Найкраща чоловіча роль другого плану       | Джонатан Ке Кван                                                                                     | Перемога  |
| Премія Гільдії кіноакторів США | Найкраща жіноча роль другого плану         | Джеймі Лі Кертіс                                                                                     | Перемога  |
| Премія Гільдії кіноакторів США | Найкраща жіноча роль другого плану         | Стефані Сюй                                                                                          | Номінація |
| Премія Гільдії кіноакторів США | Найкращий акторський склад в ігровому кіно | Джеймі Лі Кертіс, Джеймс Хонг, Стефані Сюй, Джонатан Ке Кван, Гаррі Шам мл., Дженні Слейт, Мішель Єо | Перемога  |